# Азербайджано-сенегальские отношения
Азербайджано-сенегальские отношения – двусторонние дипломатические отношения между Азербайджаном и Республикой Сенегал в политической, экономической, культурной и иных сферах.

## Дипломатические отношения
14 марта 1996 года был подписан протокол об установлении дипломатических отношений между Азербайджаном и Сенегалом.
Распоряжением Президента Азербайджана Ильхама Алиева № 2207 от 4 июня 2007 года Чрезвычайным послом Азербайджана в Сенегале был назначен Сабир Мамед оглу Агабеков.
Распоряжением Президента Азербайджана Ильхама Алиева от 11 декабря 2012 года № 2587 Чрезвычайным послом Азербайджана в Сенегале является Тарик Исмаил оглу Алиев.
Планируется открытие посольства Сенегала в Азербайджане.

## Официальные визиты
С 29 по 31 января 2008 года делегация, возглавляемая Генеральным секретарём Секретариата Президента Сенегала, исполнительным директором Национального агентства ОИС А. Балден посетила Азербайджан. Одной из основных целей визита являлось вручение Президенту Азербайджана Ильхаму Алиеву приглашения на XI Саммит ОИС, который был проведён 13-14 марта 2008 года в Дакаре.
13-15 октября 2009 года делегация во главе с техническим советником Министерства Сенегала Маме Баллой Мбаке посетила Азербайджан с целью участия в VI Конференции министров культуры государств-членов ОИС в городе Баку. В рамках мероприятия Маме Балла Мбаке был принят Президентом Ильхамом Алиевым совместно с главами делегаций государств-членов ОИС.
С целью участия во втором заседании министров труда государств-членов Организации исламского сотрудничества, состоявшемся 23-26 апреля 2013 года в Баку, генеральный директор Управления по делам путешествий и общественной безопасности Сенегала Бабакар Тиам побывал с визитом в Азербайджане.
28 сентября 2018 года министр иностранных дел Азербайджана Эльмар Мамедъяров в рамках 73 сессии Генеральной Ассамблеи ООН в Нью-Йорке провёл встречу с министром иностранных дел Сенегала Сидики Каба.

## В области экономики
18—19 мая 2016 года в ходе официального визита делегации Государственного таможенного комитета Азербайджана в Сенегал было заключено Соглашение о взаимопомощи в усилении потенциала сотрудников таможни.

### Товарооборот (тыс. долл)
| Год  | Экспорт Азербайджана | Импорт Азербайджана | Сумма товарооборота |
| ---- | -------------------- | ------------------- | ------------------- |
| 2020 | 44,90                | 0,26                | 45,16               |
| 2021 | 393,75               | 0,19                | 393,94              |
| 2022 | 60,93                | 1,08                | 62,01               |
| 2023 | 193,72               | 0                   | 193,72              |

## В области культуры
12 ноября 2014 года состоялась встреча министра культуры и туризма Азербайджана Абульфаса Гараева с министром культуры Сенегала Серином Мамаду Буссо Лее. Были обсуждены перспективы активизации сотрудничества между двумя государствами в области культуры.

## Международное сотрудничество
На международной арене сотрудничество между двумя государствами осуществляется в рамках различных международных организаций, таких, как ООН, ОИС, ОИК.
В марте 2008 года правительство Сенегала поддержало позицию Азербайджана в голосовании в ООН по проекту резолюции «О ситуации на оккупированных территориях Азербайджана».